# Championnat du monde de Formule 1 1986
Navigation
1985 1987
Le championnat  du monde de Formule 1 1986 est remporté par le Français Alain Prost sur une McLaren-TAG. Williams remporte le championnat du monde des constructeurs.
Du début à la fin de la saison et sur tous les circuits, Alain Prost, tenant du titre, bataille au volant de sa McLaren MP4/2C motorisée par TAG Porsche contre Nigel Mansell et Nelson Piquet, les deux pilotes de la très performante Williams FW11 à moteur Honda. À l'abord du dernier Grand Prix sur le circuit urbain d'Adelaïde, Prost compte trois victoires et Piquet quatre, tandis que Mansell s'est imposé cinq fois et occupe la tête du championnat du monde avec six points d'avance sur le Français et sept sur son coéquipier. Le titre se joue donc sur une course où les deux Williams occupent la première ligne de la grille de départ. Mansell abandonne dans le dernier quart de la course lorsque son pneu arrière gauche éclate ; Piquet, par sécurité, est rappelé au stand puis renvoyé en piste et termine deuxième, à quatre secondes de Prost qui conserve in-extremis son titre, Mansell finissant à deux points et Piquet à trois. 
Au volant de sa Lotus-Renault, Ayrton Senna réalise huit pole positions et s'impose deux fois. L'écurie Benetton Formula, qui débute en Formule 1 avec un moteur BMW après le rachat de Toleman, obtient sa première pole position en Autriche avec Teo Fabi et sa première victoire au Mexique avec Gerhard Berger. Williams remporte pour sa part son troisième titre des constructeurs avec une large avance de 45 points sur McLaren.

## Repères

### Pilotes

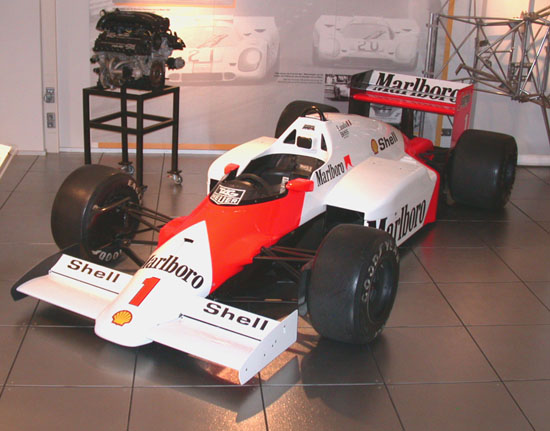
La McLaren MP4/2C qui a permis à Alain Prost de remporter le championnat (ici, au Musée Porsche de Stuttgart).

Débuts en tant que pilote-titulaire :
- Johnny Dumfries chez Lotus.
- Alessandro Nannini chez Minardi.
- Alex Caffi chez Osella pour un essai à la place d'Allen Berg lors du Grand Prix d'Italie.

 Transferts :
- Keke Rosberg, champion du monde 1982, quitte Williams pour McLaren.
- Nelson Piquet, champion du monde 1981 et 1983, quitte Brabham pour Williams.
- Riccardo Patrese quitte Alfa Romeo pour Brabham.
- Elio De Angelis quitte Lotus pour Brabham.
- Huub Rothengatter quitte Osella pour Zakspeed.
- Patrick Tambay quitte Renault pour Lola.
- Marc Surer quitte Brabham pour Arrows.
- Gerhard Berger quitte Arrows pour Benetton.
- Christian Danner quitte Zakspeed pour Osella.
- Andrea De Cesaris quitte Ligier pour Minardi.

 Retraits :
- John Watson (157 GP, 5 victoires, 2 pole positions, 20 podiums et 169 points entre 1974 et 1985).
- Niki Lauda (champion du monde 1975, 1977 et 1984, 171 GP, 25 victoires, 24 pole positions, 54 podiums et 420,5 points entre 1971 et 1985).
- Stefan Bellof, décédé prématurément lors des 1 000 km de Spa (20 GP et 4 points en 1984 et 1985).
- François Hesnault (19 GP en 1984 et 1985).
- Manfred Winkelhock, décédé prématurément lors des 1 000 kilomètres de Mosport (47 GP et 2 points entre 1982 et 1985).
- Kenny Acheson (3 GP en 1981 et 1983).

 Retours :
- Mike Thackwell (2 GP en 1980 et 1984), chez RAM mais sans participer au moindre Grand Prix, l'équipe déclarant forfait définitivement.
- René Arnoux (96 GP, 7 victoires et 137 points entre 1978 et 1985), chez Ligier.

 Transfert en cours de saison : 
- Christian Danner quitte Osella pour Arrows à partir du Grand Prix de Detroit en remplacement de Marc Surer, blessé en rallye.

 Retours en cours de saison : 
- Eddie Cheever (85 GP, 7 podiums et 50 points entre 1978 et 1985), chez Lola en remplacement de Patrick Tambay pour le Grand Prix de Détroit, à la demande de Carl Haas.
- Allen Berg (0 GP en 1985), chez Osella à partir du Grand Prix de Detroit à la place de Christian Danner, parti chez Zakspeed.
- Philippe Alliot (26 GP en 1984 et 1985), à la place de Jacques Laffite blessé, à partir du Grand Prix d'Allemagne.
- Ivan Capelli  (2 GP en 1985), chez AGS.
- Derek Warwick (16 GP en 1985), chez Brabham en remplacement d'Elio de Angelis qui se tue en mai pendant une séance d'essais privés.

### Écuries
- L'écurie Toleman devient Benetton Formula.
- L'écurie Renault se retire du championnat. Celle-ci reviendra en 2002 après le rachat de Benetton.
- Les écuries Spirit et Alfa Romeo se retirent du championnat.
- L'écurie AGS fait son apparition au championnat à partir du GP d'Italie.
- Fournitures de moteurs BMW pour l'écurie Benetton.
- Fournitures de moteurs Ford Cosworth pour l'écurie Haas Lola à partir du Grand Prix de Saint-Marin en remplacement des moteurs Hart.
- Fournitures de moteurs Motori Moderni pour l'écurie AGS.

### Circuits
- Il n'y a pas eu de Grand Prix d'Europe.
- Le Grand Prix d'Afrique du Sud disparait du championnat. Il reviendra en 1992.
- Le Grand Prix des Pays-Bas disparait aussi pour revenir en 2020.
- Le Grand Prix de Hongrie fait son apparition.
- Le Grand Prix d'Espagne fait son retour. Il se déroule à Jerez de la Frontera.
- Le Grand Prix du Mexique fait aussi son retour.
- Le Grand Prix de Grande-Bretagne se déroule à Brands Hatch et non à Silverstone.
- Le Grand Prix d'Allemagne se déroule à Hockenheim et non au Nürburgring.

## Règlement sportif
- L'attribution des points s'effectue selon le barème 9, 6, 4, 3, 2, 1.
- Seuls les 11 meilleurs résultats sont retenus.

## Règlement technique
- Moteurs suralimentés de 1 500 cm³
- Les moteurs atmosphériques sont interdits

## Pilotes et monoplaces
| Écurie                         | Constructeur | Châssis        | Moteur         | Pneus | no | Pilotes            |
| ------------------------------ | ------------ | -------------- | -------------- | ----- | -- | ------------------ |
| Marlboro McLaren International | McLaren      | MP4/2C         | TAG            | G     | 1  | Alain Prost        |
| Marlboro McLaren International | McLaren      | MP4/2C         | TAG            | G     | 2  | Keke Rosberg       |
| Data General Team Tyrrell      | Tyrrell      | 014 015        | Renault        | G     | 3  | Martin Brundle     |
| Data General Team Tyrrell      | Tyrrell      | 014 015        | Renault        | G     | 4  | Philippe Streiff   |
| Canon Williams Honda Team      | Williams     | FW11           | Honda          | G     | 5  | Nigel Mansell      |
| Canon Williams Honda Team      | Williams     | FW11           | Honda          | G     | 6  | Nelson Piquet      |
| Motor Racing Developments Ltd  | Brabham      | BT55           | BMW            | P     | 7  | Riccardo Patrese   |
| Motor Racing Developments Ltd  | Brabham      | BT55           | BMW            | P     | 8  | Elio De Angelis    |
| Motor Racing Developments Ltd  | Brabham      | BT55           | BMW            | P     | 8  | Derek Warwick      |
| RAM Racing for Australia       | RAM          | 03B            | Hart           | P     | 9  | Mike Thackwell     |
| John Player Special Team Lotus | Lotus        | 98T            | Renault        | G     | 11 | Johnny Dumfries    |
| John Player Special Team Lotus | Lotus        | 98T            | Renault        | G     | 12 | Ayrton Senna       |
| West Zakspeed Racing           | Zakspeed     | 861            | Zakspeed       | G     | 14 | Jonathan Palmer    |
| West Zakspeed Racing           | Zakspeed     | 861            | Zakspeed       | G     | 29 | Huub Rothengatter  |
| Team Haas (USA) Ltd            | Lola         | THL1 THL2      | Hart Ford      | G     | 15 | Alan Jones         |
| Team Haas (USA) Ltd            | Lola         | THL1 THL2      | Hart Ford      | G     | 16 | Patrick Tambay     |
| Team Haas (USA) Ltd            | Lola         | THL1 THL2      | Hart Ford      | G     | 16 | Eddie Cheever      |
| Barclay Arrows BMW             | Arrows       | A8 A9          | BMW            | G     | 17 | Marc Surer         |
| Barclay Arrows BMW             | Arrows       | A8 A9          | BMW            | G     | 17 | Christian Danner   |
| Barclay Arrows BMW             | Arrows       | A8 A9          | BMW            | G     | 18 | Thierry Boutsen    |
| Benetton Formula Ltd           | Benetton     | B186           | BMW            | P     | 19 | Teo Fabi           |
| Benetton Formula Ltd           | Benetton     | B186           | BMW            | P     | 20 | Gerhard Berger     |
| Osella Squadra Corse           | Osella       | FA1G FA1F FA1H | Alfa Romeo     | P     | 21 | Piercarlo Ghinzani |
| Osella Squadra Corse           | Osella       | FA1G FA1F FA1H | Alfa Romeo     | P     | 22 | Christian Danner   |
| Osella Squadra Corse           | Osella       | FA1G FA1F FA1H | Alfa Romeo     | P     | 22 | Alex Caffi         |
| Osella Squadra Corse           | Osella       | FA1G FA1F FA1H | Alfa Romeo     | P     | 22 | Allen Berg         |
| Minardi F1 Team                | Minardi      | M185B M186     | Motori Moderni | P     | 23 | Andrea De Cesaris  |
| Minardi F1 Team                | Minardi      | M185B M186     | Motori Moderni | P     | 24 | Alessandro Nannini |
| Équipe Ligier                  | Ligier       | JS27           | Renault        | P     | 25 | René Arnoux        |
| Équipe Ligier                  | Ligier       | JS27           | Renault        | P     | 26 | Jacques Laffite    |
| Équipe Ligier                  | Ligier       | JS27           | Renault        | P     | 26 | Philippe Alliot    |
| Scuderia Ferrari SpA SEFAC     | Ferrari      | F1-86          | Ferrari        | G     | 27 | Michele Alboreto   |
| Scuderia Ferrari SpA SEFAC     | Ferrari      | F1-86          | Ferrari        | G     | 28 | Stefan Johansson   |
| Jolly Club SpA                 | AGS          | JH21C          | Motori Moderni | P     | 31 | Ivan Capelli       |

## Grands Prix de la saison 1986
| no  | Date         | Grand Prix                    | Lieu              | Vainqueur      | Écurie         | Pole position | Record du tour | Résumé |
| --- | ------------ | ----------------------------- | ----------------- | -------------- | -------------- | ------------- | -------------- | ------ |
| 421 | 23 mars      | Grand Prix du Brésil          | Jacarepaguá       | Nelson Piquet  | Williams-Honda | Ayrton Senna  | Nelson Piquet  | Résumé |
| 422 | 13 avril     | Grand Prix d'Espagne          | Jerez             | Ayrton Senna   | Lotus-Renault  | Ayrton Senna  | Nigel Mansell  | Résumé |
| 423 | 27 avril     | Grand Prix de Saint-Marin     | Imola             | Alain Prost    | McLaren-TAG    | Ayrton Senna  | Nelson Piquet  | Résumé |
| 424 | 11 mai       | Grand Prix de Monaco          | Monaco            | Alain Prost    | McLaren-TAG    | Alain Prost   | Alain Prost    | Résumé |
| 425 | 25 mai       | Grand Prix de Belgique        | Spa-Francorchamps | Nigel Mansell  | Williams-Honda | Nelson Piquet | Alain Prost    | Résumé |
| 426 | 15 juin      | Grand Prix du Canada          | Montréal          | Nigel Mansell  | Williams-Honda | Nigel Mansell | Nelson Piquet  | Résumé |
| 427 | 22 juin      | Grand Prix de Détroit         | Detroit           | Ayrton Senna   | Lotus-Renault  | Ayrton Senna  | Nelson Piquet  | Résumé |
| 428 | 6 juillet    | Grand Prix de France          | Le Castellet      | Nigel Mansell  | Williams-Honda | Ayrton Senna  | Nigel Mansell  | Résumé |
| 429 | 13 juillet   | Grand Prix de Grande-Bretagne | Brands Hatch      | Nigel Mansell  | Williams-Honda | Nelson Piquet | Nigel Mansell  | Résumé |
| 430 | 27 juillet   | Grand Prix d'Allemagne        | Hockenheim        | Nelson Piquet  | Williams-Honda | Keke Rosberg  | Gerhard Berger | Résumé |
| 431 | 10 août      | Grand Prix de Hongrie         | Hungaroring       | Nelson Piquet  | Williams-Honda | Ayrton Senna  | Nelson Piquet  | Résumé |
| 432 | 17 août      | Grand Prix d'Autriche         | Österreichring    | Alain Prost    | McLaren-TAG    | Teo Fabi      | Gerhard Berger | Résumé |
| 433 | 7 septembre  | Grand Prix d'Italie           | Monza             | Nelson Piquet  | Williams-Honda | Teo Fabi      | Teo Fabi       | Résumé |
| 434 | 21 septembre | Grand Prix du Portugal        | Estoril           | Nigel Mansell  | Williams-Honda | Ayrton Senna  | Nigel Mansell  | Résumé |
| 435 | 12 octobre   | Grand Prix du Mexique         | Mexico            | Gerhard Berger | Benetton-BMW   | Ayrton Senna  | Nelson Piquet  | Résumé |
| 436 | 26 octobre   | Grand Prix d'Australie        | Adélaïde          | Alain Prost    | McLaren-TAG    | Nigel Mansell | Nelson Piquet  | Résumé |

## Classement des pilotes
| Classement | Pilote           | Points  |
| ---------- | ---------------- | ------- |
| Champion   | Alain Prost      | 72 (74) |
| 2e         | Nigel Mansell    | 70 (72) |
| 3e         | Nelson Piquet    | 69      |
| 4e         | Ayrton Senna     | 55      |
| 5e         | Stefan Johansson | 23      |
| 6e         | Keke Rosberg     | 22      |
| 7e         | Gerhard Berger   | 17      |
| 8e         | Jacques Laffite  | 14      |
| 9e         | Michele Alboreto | 14      |
| 10e        | René Arnoux      | 14      |
| 11e        | Martin Brundle   | 8       |
| 12e        | Alan Jones       | 4       |
| 13e        | Johnny Dumfries  | 3       |
| 14e        | Philippe Streiff | 3       |
| 15e        | Patrick Tambay   | 2       |
| 16e        | Teo Fabi         | 2       |
| 17e        | Riccardo Patrese | 2       |
| 18e        | Christian Danner | 1       |
| 19e        | Philippe Alliot  | 1       |

## Classement des constructeurs
| Classement | Écurie                 | Points |
| ---------- | ---------------------- | ------ |
| Champion   | Williams-Honda         | 141    |
| 2e         | McLaren-TAG            | 96     |
| 3e         | Lotus-Renault          | 58     |
| 4e         | Ferrari                | 37     |
| 5e         | Ligier-Renault         | 29     |
| 6e         | Benetton-BMW           | 19     |
| 7e         | Tyrrell-Renault        | 11     |
| 8e         | Lola-Ford              | 6      |
| 9e         | Brabham-BMW            | 2      |
| 10e        | Arrows-BMW             | 1      |
| 11e        | Zakspeed               | 0      |
| 12e        | Minardi-Motori Moderni | 0      |
| 13e        | Lola-Hart              | 0      |
| 14e        | Osella-Alfa Romeo      | 0      |
| 15e        | AGS-Motori Moderni     | 0      |